# Parides alopius
Parides alopius är en fjärilsart som först beskrevs av Frederick DuCane Godman och Osbert Salvin 1890.  Parides alopius ingår i släktet Parides och familjen riddarfjärilar. Inga underarter finns listade i Catalogue of Life.

## Bildgalleri

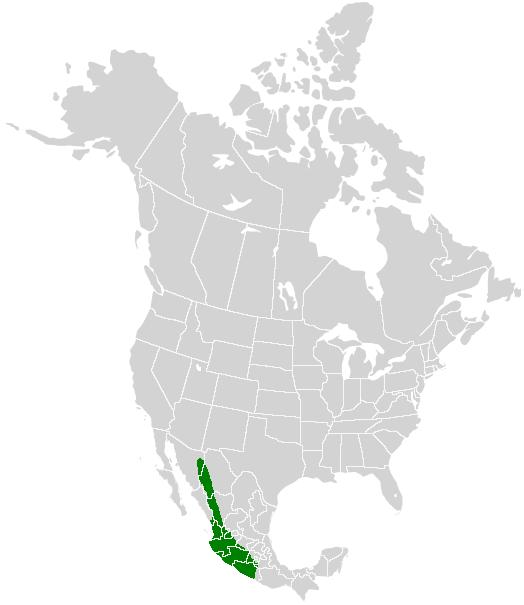